# Red Lake (Ontario)
Pour les articles homonymes, voir Red Lake.
Red Lake est un village (town) du Nord-ouest de l'Ontario au Canada.

## Économie
La mine d'or de Goldcorp.

## Transports
Elle est desservie par l'aéroport de Red Lake. Elle est située au terminus nord de la route 105.

## Démographie
| 2001  | 2006  | 2011  | 2016  |
| ----- | ----- | ----- | ----- |
| 4 233 | 4 526 | 4 670 | 4 107 |

## Annexe